# Штром, Никлас
Никлас Штром (ум. 6 [17] августа 1736) — русский военный деятель.

## Биография
В феврале 1713 года в Копенгагене был принят на службу капитаном Вейбрантом Шельтингом. 2 (13) июня 1714 года был произведён в поручики.
В 1719 году командовал паромом «Дикий Бык» и в октябре прибыл из Або в Гельсингфорс в отряде галер и островских лодок, попав по пути в сильный шторм. 10 (21) января 1724 года был произведён в капитан-лейтенанты. До 1727 года командовал в Кронштадте брандвахтенным фрегатом «Вахмейстер».
В 1728 году сначала командовал фрегатом «Арондель», потом фрегатом «Кронделивде», в походе с другим фрегатом из Кронштадта до острова Кильдюина и обратно.
Был произведён в капитаны 3-го ранга 31 декабря 1729 (11 января 1730) года, с назначением состоять при адмиралтействе. 5 (16) июля 1731 года был назначен помощником директора адмиралтейской конторы. 18 (29) января 1733 года по новому штату произведён в капитаны полковничьего ранга.
В 1734 году командовал кораблём «Пётр II» в эскадре контр-адмирала Гордона, однако 30 мая (10 июня) был снят с должности и оставлен на том же корабле «без команды». 31 мая (11 июня) получил в командование фрегат «Россия» и участвовал в походе к Пилау и Данцигу на поддержку осадной армии генерал-фельдмаршала Бурхарда Миниха. 1 (12) июня к Данцингу прибыл русский флот, который привёз дополнительный осадный парк. В связи с уходом за несколько дней до этого французского флота из Балтийского моря русская эскадра обнаружила у Данцига лишь фрегат, посыльное судно (гукор) и прам, которые и были заблокированы. Фрегатом был 30-пушечный Le Brillant, который «шел вблизи берега и стал у речки на мель, бежав от нашего флота». Преследование и блокирование выполнял фрегат «Россия». Эскадра Гордона доставил к армии 40 тяжелых пушек, 14 пяти- и девятипудовых мортир и 20 шестифунтовых мортирок, 20 321 ядро, 1018 картечных зарядов, 4600 бомб и 20 865 гранат. С конца мая, получив артиллерию, фельдмаршал Миних начал производить интенсивные бомбардировки города; 4 июня к бомбардировке присоединились корабли эскадры.
26 июня (7 июля) 1734 года была подписана безоговорочная капитуляция Данцига. Главная задача польского похода была выполнена — Лещинский изгнан из Речи Посполитой. Русско-австрийский военный альянс одержал победу в войне 1733—1335 года за Польское наследство. Но эта победа не стала победой для капитана Никласа Штрома. Несмотря на успешные действия по блокированию французских кораблей, Никлас Штром при возвращении из кампании был аттестован «неспособным к капитанской должности» и в июле 1735 года был переведён в Тавров, поступил в Азовскую флотилию и принял участие в Русско-турецкой войне 1735—1739 годов.
В 1736 году Никлас Штром командовал прамом «Близко не подходи» и участвовал в осаде и взятии города Азова. 9 (21) и 10 (21) июня прам вёл бомбардировку укреплений Азова, после чего отошёл от крепости. За время бомбардировки с судна было сделано 766 выстрелов, а от ответного огня противника ранен один из членов экипажа. 17 (28) июня прам вновь подошёл к крепости и начал повторную бомбардировку крепостных укреплений, которая продолжалась до 19 (30) июня. Во время повторной бомбардировки «Близко не подходи» сделал 1365 выстрелов, а от ответного огня трое из членов экипажа получили ранения. 19 (30) июня крепость Азов капитулировала.
В июле 1736 года Никлас Штром был по душевной болезни отрешён от команды и оставлен в Таврове на половинном окладе жалования, а 6 (17) августа 1736 года скончался.